# ألبرتو ديلغادو كينتانا
ألبرتو ديلغادو كينتانا (بالإسبانية: Alberto Delgado Quintana)‏ (4 يونيو 1991 في إسبانيا - ) هو لاعب كرة قدم إسباني في مركز الدفاع. لعب مع راسينغ سانتاندير.

## وصلات خارجية
- ألبرتو ديلغادو كينتانا على موقع قاعدة بيانات كرة القدم.إي يو (الإنجليزية)
- ألبرتو ديلغادو كينتانا على موقع Soccerway.com (الإنجليزية)